# Frinkcoin
«Frinkcoin» (укр. «Фрінккоїн») — тринадцята серія тридцять першого сезону мультсеріалу «Сімпсони», прем'єра якої відбулась 23 лютого 2020 року у США на телеканалі «Fox».

## Сюжет
Сім'я Сімпсонів їсть у веганському ресторані, щоб догодити Лісі. Дівчинка повинна вибрати когось для свого есе «Найцікавіша людина, яку я знаю». Однак, вона обирає професора Фрінка, який присвятив життя допомозі світу за допомогою науки. У Спрінґфілдському університеті Ліса відвідує його та бере інтерв'ю. Пояснивши історію свого життя, Фрінк каже, що розробляє нову криптовалюту — Фрінккоїн.
Фрінккоїн стає популярним, а Фрінк — найбагатшою людиною міста, що розлючує містера Бернса. Однак Фрінк відчуває себе нікчемним, тому Ліса намагається йому допомогти. Він переїжджає зі свого університетського офісу, але все ще відчуває сум.
Мардж пропонує Гомерові відвезти його до таверни Мо, щоб розважитись. Фрінк відповідає на питання про дрібниці від Мо і заслуговує на повагу та дружбу із завсідниками бару. Він починає водити їх до найкращих закладів Спрінґфілда.
Тим часом Смізерс збирає команду для створення Бернскоїну. В результаті, вони розробляють рівняння для знецінення всіх криптовалют (включно з Фрінккоїном). Однак, рівняння надто складно розв'язати… Натомість Бернс вирішує зламати дух Фрінка, показуючи, що його нові друзі з ним лише через гроші.
Наприкінці інтерв'ю Ліса розповідає Фрінку, який насправді жорстокий і нещадний Бернс, і не слухати його, однак він все ж виявився правим. Фрінк перевіряє щирість своїх друзів; всі вони зазнають невдачі…
Бернс приносить рівняння в центр міста для миттєвого рішення краудсорсингом. Несподівано, рішення рівняння з'являється на дошці. Ліса розуміє, що його розв'язати міг лише сам Фрінк, спеціально, щоб втратити всі свої статки. Ліса і Фрінк стають найкращими друзями.
У фінальній сцені Фрінк повертається до університету і цілує професорку, з якою ділить (і ділив) кабінет.
У сцені під час титрів Бернс уві сні танцює з Джорджем Вашингтоном під пісню про традиційні гроші.

## Виробництво
У видаленій сцені, зображеній на промо-зображенні, під час проведення часу з Фрінком Гомер мавпує горилу в зоопарку.

## Ставлення критиків і глядачів
Під час прем'єри серію переглянули 1,84 млн осіб з рейтингом 0.7, що зробило її найпопулярнішим шоу на каналі «Fox» тієї ночі.
Денніс Перкінс з «The A.V. Club» дав серії оцінку B, сказавши, що серія «використовує концепцію криптовалюти як привід для, в основному успішної, вправи для розвитку побічних персонажів».
Тоні Сокол з «Den of Geek» дав серії чотири з п'яти зірок, сказавши, що серія — «приємна» із «солідним півгодинним внеском».
2020 року Генк Азарія номінувався на премію «Еммі» за «Найкраще озвучування» у цій серії.
Згідно з голосуванням на сайті The NoHomers Club більшість фанатів оцінили серію на 2/5 із середньою оцінкою 2,7/5.